# 茲博里夫區

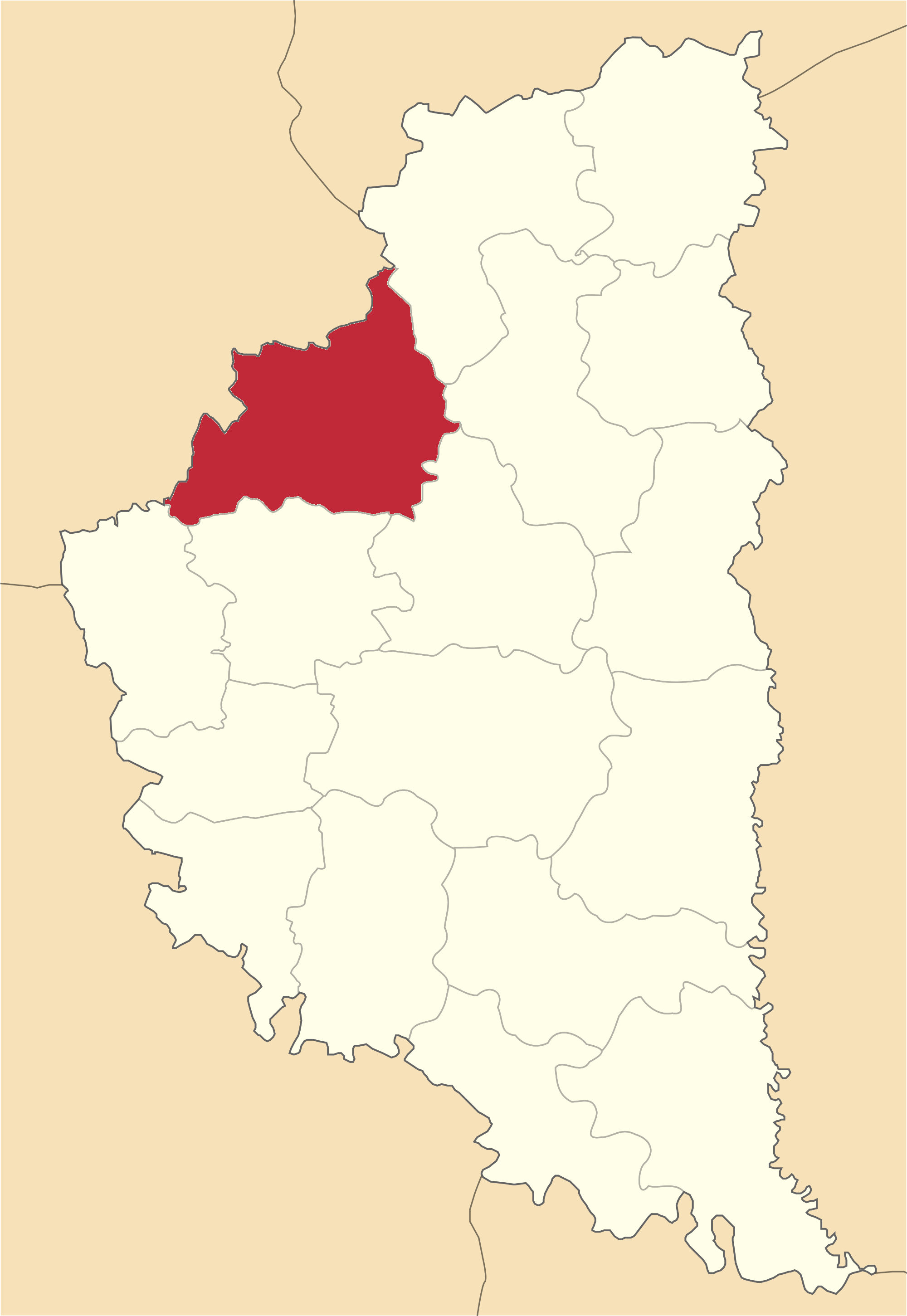
茲博里夫區在捷爾諾波爾州的位置

茲博里夫區（羅馬化：Zborivskyi raion）曾是烏克蘭西部捷爾諾波爾州的一個區，行政中心設於兹博里夫，面積0.98平方公里，2015年人口42,217，人口密度每平方公里43,078.57人。
该区在2020年乌克兰行政区划改革后撤销，其区域并入捷爾諾波爾區。